# Michael Erbe
Michael Erbe (* 6. September 1940 in Berlin) ist ein deutscher Historiker.
Michael Erbe legte 1959 am Französischen Gymnasium zu Berlin das Abitur ab und studierte anschließend an der Freien Universität Berlin Geschichte und Klassische Philologie. Nach der Promotion an der Freien Universität Berlin (FU) in mittelalterlicher Geschichte im Jahr 1967 wurde er dort 1970 Assistenzprofessor für Neuere Geschichte und habilitierte sich 1974 mit einer Biographie über den niederländisch-französischen Humanisten François Baudouin (geschrieben auch: Bauduin) im Fach Neuere Geschichte. 
Von 1975 bis 1989 hatte er an der FU Berlin eine Professur für Europäische Geschichte der Frühen Neuzeit inne, von 1985 bis 1989 amtierte er an dieser Universität als erster Vizepräsident. Von 1989 bis zu seiner Pensionierung im Jahre 2005 war er ordentlicher Professor für Neuere Geschichte an der Universität Mannheim. 
Er ist Mitglied der Historischen Kommission zu Berlin. Seine Hauptforschungsgebiete sind die neuere westeuropäische Geschichte mit den Schwerpunkten Verfassungs-, Sozial-, Religions- und Geistesgeschichte.

## Schriften
Monografien
- Versailles. Glanz und Elend am Hof des Sonnenkönigs. Primus Verlag, Darmstadt 2012, ISBN 978-3-89678-834-4, zugleich bei der Wissenschaftlichen Buchgesellschaft, Darmstadt 2012, ISBN 978-3-534-23182-9. Hörbuchfassung: Wiss. Buchges. auditorium maximum, ISBN 978-3-654-60209-7.
- Von Leibniz zu Einstein. Drei Jahrhunderte Wissenschaft in Berlin. wjs-Verlag, Berlin 2010, ISBN 978-3-937989-60-0.
- Belgien, Luxemburg. Beck, München 2009, ISBN 978-3-406-57851-9 (= Die Deutschen und ihre Nachbarn).
- Frühe Neuzeit. Kohlhammer, Stuttgart 2007, ISBN 978-3-17-018973-7 (= Grundkurs Geschichte).
- Revolutionäre Erschütterung und erneuertes Gleichgewicht. Internationale Beziehungen 1785–1830. (= Handbuch der Geschichte der internationalen Beziehungen, Bd. 5). Schöningh, Paderborn 2004, ISBN 3-506-73725-2.
- Die Habsburger. Eine Dynastie im Reich und in Europa. Kohlhammer, Stuttgart 2000, ISBN 3-17-011866-8 (= Urban-Taschenbücher, Bd. 454).
- Belgien, Niederlande, Luxemburg. Geschichte des niederländischen Raumes. Kohlhammer, Stuttgart 1993, ISBN 3-17-010976-6.
- Otto Hintze. 1861–1940. Parey-Verlag, Hamburg 1987 (Sonderdruck).
- Deutsche Geschichte 1713–1790. Dualismus und aufgeklärter Absolutismus. Kohlhammer, Stuttgart 1985, ISBN 3-17-008351-1.
- Geschichte Frankreichs von der Grossen Revolution bis zur Dritten Republik. 1789–1884. Kohlhammer, Stuttgart 1982, ISBN 3-17-007769-4.
- Zur neueren französischen Sozialgeschichtsforschung. Die Gruppe um die „Annales“. Wissenschaftliche Buchgesellschaft, Darmstadt 1979, ISBN 3-534-07551-X (= Erträge der Forschung, Bd. 110).
- François Bauduin. Biographie eines Humanisten. Mohn, Gütersloh 1978, ISBN 3-579-04307-2 (zugl. Habilitationsschrift, FU Berlin, 1974).
- Studien zur Entwicklung des Niederkirchenwesens in Ostsachsen vom 8. bis zum 12. Jahrhundert (= Studien zur Germania Sacra, Bd. 9). Vandenhoeck & Ruprecht, Göttingen 1969 (zugl. Dissertation, FU Berlin, 1967).

Herausgeberschaften
- Reihe Grundkurs Geschichte. 5 Bände, Kohlhammer, Stuttgart 2006–2011:
  - Das Altertum. 2006, ISBN 3-17-018971-9.
  - Das europäische Mittelalter.
    - Band 1: Grundstrukturen – Völkerwanderung – Frankenreich. 2006, ISBN 3-17-018972-7.
    - Band 2: Herrschaftsbildung und Reiche: 900–1500. 2006, ISBN 3-17-019719-3.

  - Frühe Neuzeit. 2007, ISBN 978-3-17-018973-7.
  - Das 19. Jahrhundert (1789–1914). 2011, ISBN 978-3-17-018974-4.
  - Globale Geschichte des 20. Jahrhunderts. 2007, ISBN 978-3-17-018975-1.
- Das Elsass. Historische Landschaft im Wandel der Zeiten. Kohlhammer, Stuttgart 2002, ISBN 3-17-015771-X.
- Querdenken. Dissens und Toleranz im Wandel der Geschichte. Festschrift zum 65. Geburtstag von Hans R. Guggisberg. Palatium-Verlag, Mannheim 1996, ISBN 3-920671-23-6.
- Geisteswissenschaftler (= Berlinische Lebensbilder, Bd. 4). Colloquium-Verlag, Berlin 1989, ISBN 3-7678-0728-9.
- Vom Konsulat zum Empire libéral. Ausgewählte Texte zur französischen Verfassungsgeschichte, 1799–1870. Wissenschaftliche Buchgesellschaft, Darmstadt 1985, ISBN 3-534-08598-1.
- Friedrich Meinecke heute. Bericht über ein Gedenk-Colloquium zu seinem 25. Todestag am 5./6. April 1979. Colloquium-Verlag, Berlin 1981, ISBN 3-7678-0507-3.
- Pfarrkirche und Dorf. Ausgewählte Quellen zur Geschichte des Niederkirchenwesens in Nordwest- und Mitteldeutschland vom 8. bis zum 16. Jahrhunderts. Mohn, Gütersloh 1973, ISBN 3-579-04445-1 (= Texte zur Kirchen- und Theologiegeschichte, Bd. 19).
- Quellen zur germanischen Bekehrungsgeschichte. 5. bis 8. Jahrhundert. Mohn, Gütersloh 1971, ISBN 3-579-04440-0 (= Texte zur Kirchen- und Theologiegeschichte, Bd. 15).